# 1 Czechosłowacka Samodzielna Brygada Pancerna

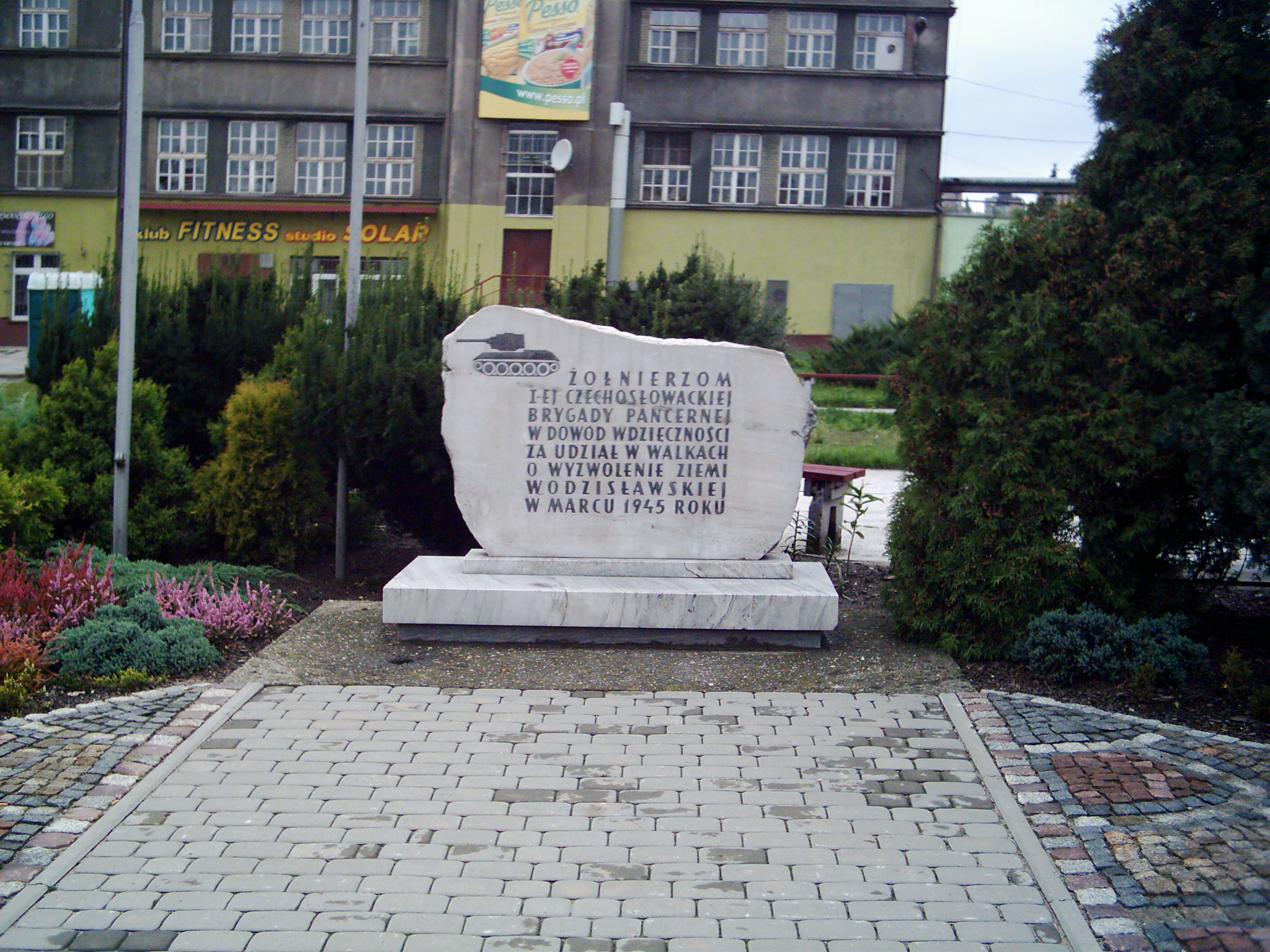
Pomnik ku czci żołnierzy I Brygady Pancernej Armii Czechosłowackiej w Wodzisławiu Śląskim

1 Czechosłowacka Samodzielna Brygada Pancerna (cz. 1 československá samostatná tanková brigáda) – czechosłowacka jednostka wojskowa walcząca u boku Armii Czerwonej podczas II wojny światowej

## Historia i szlak bojowy
Brygada została utworzona 10 sierpnia 1944 w Kiwercach na bazie 1 Czechosłowackiego Samodzielnego Pułku Pancernego. Jej dowódcą był kpt. (następnie podpułkownik) Vladimir Janko. Liczyła we wrześniu 1944 ponad 900 żołnierzy, a w lutym 1945 – ponad 1,5 tys. Miała na wyposażeniu 6 samochodów pancernych BA-64, 5 czołgów lekkich T-70M, 22 czołgi średnie T-34/76, 56 czołgów średnich T-34/85 i 3 działa samobieżne SU-85.
Wchodziła w skład I Czechosłowackiego Korpusu Armijnego pod dowództwem gen. Ludvika Svobody. Jej szlak bojowy wiódł przez Kamieniec Podolski, Rusów, Palagiče, Przemyśl, Barycz, Bóbrka, Dukla, Zboiska, Nižný Komárnik, Wola Niżna, Jasło, Bukovce, Kieżmark, Klikuszowa, Wadowice, Ligota, Suszec, Żory, Wodzisław Śląski, Racibórz, Czyżowice, Bolatice, Ostrawa, Fulnek, Praga. Do jej walk z Niemcami należały: operacja wschodniokarpacka (8 września – 6 października 1944), walki w słowackich Karpatach (6 października – 1 grudnia 1944), nad rzeką Ondawą (2–27 grudnia 1944), walki o miasto Jasło (15–16 stycznia 1945), dalsze walki na Słowacji (23 stycznia – 4 lutego 1945), walki na polskim Śląsku w rejonie Żor i Wodzisławia (24 marca – 15 kwietnia 1945), operacja ostrawska (15 kwietnia – 5 maja 1945) i operacja praska (6–10 maja 1945).
Łączne straty brygady wyniosły 265 zabitych i ok. 690 rannych oraz 60 pojazdów pancernych zniszczonych. 1 października 1945 jednostka została rozwiązana.

## Struktura organizacyjna
- dowództwo
- 1 batalion pancerny
- 2 batalion pancerny - por. Stepan Wajda
- 3 batalion pancerny
- 4 batalion pancerny (utworzony 29 marca 1945)
- zmotoryzowany batalion karabinów maszynowych
- kompania rozpoznawcza
- kompania dowodzenia
- kompania saperów
- kompania transportowa
- kompania VKPL
- służby